# Dušan Mravec
Dušan Mravec (15. prosinec 1980, Žilina) je slovenský malíř.

## Život
Studoval na Akademii umění v Banské Bystrici a Akademii výtvarných umění v Praze v ateliéru intermediální tvorby profesora Milana Knížáka, v ateliéru klasických malířských technik prof. Zdeňka Berana a v ateliéru konceptuálních tendencí prof. Miloše Šejna. V zahraničí studoval na SAMK-School of Business and Fine Art v Kankaanpää a Helsinkách ve Finsku a na Královské Akademii výtvarných umění v Antverpách v Belgii.

## Dílo
Věnuje se realistické malbě, která má fotorealistické, hyperrealistické a expresionistické tendence. Tematicky se ve svých pracích soustřeďuje na zátiší, krajiny a portréty, které někdy spojuje do velkoformátových cyklů (Studie, Oltáře, Kompozice).

## Sympozia
- 2008 – Malířské sympozium krajiny, Smolnice, Česko
- 2011 – Mezinárodní sympozium, Mojmírovce, Slovensko
- 2011 – Mezinárodní sympozium - ART EMONA, Emona, Bulharsko

## Projekty
- 2000 – Instalace, Maďarské kulturní středisko, Komárno
- 2002 – Instalace, Maďarské kulturní středisko, Komárno
- 2011 – Cheetah Outreach, San Diego, Spojené státy americké

## Zastoupení ve sbírkách
- Národní Galerie, Praha, Česko
- Galerie Benedikta Rejta, Louny, Česko
- Galerie Michal's Collection, Praha, Česko
- Soukromé sbírky: Slovensko, Česko, Francie, Bulharsko, Rakousko, Itálie, Německo, Finsko, U.S.A.

## Výstavy

### Autorské
- 2002 – Obrazy 2000 – 2002, Burza cenných papírů, Bratislava
- 2004 – Obrazy, Art Institut Gallery, Kankaanpää, Finsko
- 2005 – Projekt Nemocnice, Galerie AVU, Praha ( společně s Hynkem Martincem )
- 2006 – Kampa, Praha, Česko ( společně s Janem Mikulkou )
- 2008 – Dušan Mravec / Malby, Bonjour, Apollo BC, Bratislava
- 2009 – Dušan Mravec, Galerie XXL, Louny
- 2010 – Dušan Mravec / Formáty, Galerie Peron, Praha
- 2010 – Dušan Mravec / MEMORIES ( Universal Language ), Galerie Michal's Collection, Praha
- 2011 – Dušan Mravec / KONCEPCE, Galerie Slovenského rozhlasu, Bratislava

### Společné
- 1998 – Regionální kulturní středisko, Dům Dušana Makovického, Žilina
- 1999 – Tatrabanka, Banská Bystrica ( výstava Akademie umění )
- 2000 – Tatrabanka, Banská Bystrica ( výstava Akademie umění )
- 2001 – Kulturní Dům , Rimavská Sobota
- 2001 – Tatrabanka, Banská Bystrica ( výstava Akademie umění )
- 2002 – Slovenský Institut, Praha
- 2002 – Tatrabanka, Banská Bystrica ( výstava Akademie umění )
- 2003 – Alšova jihočeská galerie, České Budějovice ( výstava Intermediální školy prof. Milana Knížáka, Dr.A. )
- 2005 – Galerie Anderle ( Nadace Milady a Jiřího Anderlových ) Praha ( výstava Malířské školy prof. Zdeňka Berana )
- 2005 – Pražské ateliéry, Novoměstská radnice, Praha
- 2006 – Pražské ateliéry, Galerie u Prstenu, Praha
- 2007 – Malba 2007 - výstava finalistů, Klarisky, Bratislava
- 2008 – Defenestrace, Novoměstská radnice, Praha
- 2008 – Diplomanti AVU, Národní galerie, Praha
- 2008 – Neprodané obrazy, Galerie Benedikta Rejta, Louny
- 2008 – Koncentrát I., Galerie CRUX, Brandýs nad Labem
- 2008 – Malba 2008, výstava finalistů, Dvorana Ministerstva Kultury SR, Bratislava
- 2009 – Koncentrát II., Galerie CRUX, Brandýs nad Labem
- 2009 – Malé formáty, Galerie Millenium, Praha
- 2009 – Letní koktejl, Galérie Michal's Collection, Praha
- 2009 – JungArt, Galerie Dolmen, Praha
- 2009 – JungArt, Galerie Dolmen, Brno
- 2009 – Definice krásy, S.V.U. Mánes-Galerie Diamant, Praha
- 2009 – Art for life, The Chemistry gallery, Praha
- 2010 – Brýlení, Galerie Millenium, Praha
- 2010 – Malba 2010, Slovenská národní galerie, Bratislava
- 2011 – SALON 2011, Dům umění, Bratislava
- 2011 – DŽUNGLE, Galerie Mona Lisa, Olomouc
- 2011 – Vzhůru, Galerie Millennium, Praha
- 2011 – Nikola Tesla, Galerie Slovenského rozhlasu, Bratislava
- 2011 – Originální a perspektivní, Bohemia Modern Art Gallery, Praha
- 2011 – Galerie Andrej Smolák, Snina
- 2011 – JCE - Jeune Création Européenne, Bienále moderního umění, La Fabrique, Montrouge (Paříž), Francie
- 2011 – Nikola Tesla, Aircraft gallery, Bratislava
- 2011 – Hope, Help, Health, H3 Concept gallery, Paříž, Francie
- 2012 – JCE - Jeune Création Européenne, Klaipeda Exhibition Hall, Klaipeda, Litva
- 2012 – JCE - Jeune Création Européenne, Kunsthaus, Hamburg, Německo
- 2012 – RENESANCE NOW (spolu s Dominikem Marešem, Petrom Písaříkem a Vilémem Kabzanem), Novoměstská radnice, Praha
- 2012 – Salon umeňí - malba, Centrum současného umění, DOX, Praha
- 2012 – JCE - Jeune Création Européenne, Galéria Mesta Bratislavy, Bratislava
- 2012 – SALON 2012, Dom umenia, Bratislava
- 2012 – Afrodita, Galéria slovenského rozhlasu, Bratislava
- 2012 – Originální perspektivy, Galerie u bílého jednorožce, Klatovy Klenová
- 2012 – JCE - Jeune Création Européenne, Zsolnay Cultural Quarter – M 21 Gallery, Pécs, Maďarsko